# Societat Unió Escaulenca
Societat La Unió Escaulenca és un edifici del municipi de Boadella i les Escaules (Alt Empordà) inclòs en l'Inventari del Patrimoni Arquitectònic de Catalunya.

## Descripció
Situada al carrer de l'Oli, dins del nucli urbà del poble de les Escaules, integrat al municipi de Boadella al qual pertany.
Edifici entre mitgeres de planta rectangular, format per dos cossos adossats, amb les cobertes de teula de dues vessants. El cos davanter, amb la façana orientada al carrer i destinat a bar, està distribuït en planta baixa i pis. Presenta un portal d'accés rectangular reformat, amb els brancals bastits amb carreus i la llinda de fusta. Al pis hi ha una finestra balconera amb l'emmarcament fet de maons. El cos posterior, ocupat per la sala de ball, s'organitza en una sola planta. L'espai està cobert per un sostre embigat amb encavallada de fusta. A l'extrem de migdia hi ha l'escenari, elevat i obert mitjançant un gran arc rebaixat. L'extrem de tramuntana, també elevat, està delimitat per un mur obert mitjançant tres arcs rebaixats bastits amb maons, i sostinguts damunt pilars quadrats.
La construcció és bastida amb pedra sense treballar lligada amb abundant morter de calç.

## Història
Fundada l'any 1870 amb el nom de Societat de Socors Mutus La Concòrdia de les Escaules tenia la funció d'assistir a les famílies més necessitades en cas de malaltia o invalidesa i suplir així les mancances de servei mèdic. El domicili de la Societat s'establí el 1911 en l'antiga casa de Can Cabanes ubicada a la Plaça Major. A principis dels anys 40 es comprà la part de darrere on hi havia el trull de Pau Aymar i s'amplià amb una sala de ball.
L'any 1987, en perdre les seves funcions assistencials, redundants amb els serveis públics de la Seguretat Social, es va convertir en una societat cultural recreativa, mantenint el nom de Societat Escaulenca.
L'any 1997 es restaurà la teulada amb l'ajut econòmic de l'ajuntament de Boadella.